# Siechenhaus (Volkach)

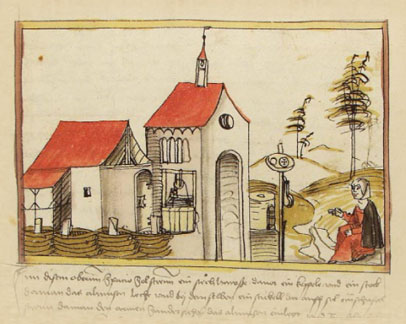
Das Siechhaus auf einer Abbildung im sogenannten Volkacher Salbuch

Das ehemalige Siechenhaus (im 19. Jahrhundert auch Armenhaus; Adresse Sommeracher Straße 22; früher Hausnummer 22) am Rande der Altstadt der unterfränkischen Stadt Volkach ist ein denkmalgeschütztes Gebäude. Das ursprünglich für Leprakranke errichtete Haus wurde in den 1960er Jahren zu einem Tanzlokal umgestaltet und in der Folge unter den Namen Old Germany, Neue Heimat, Miraculix, Bienenwabe, Saustall, Atmosphere und Dschungel als Diskothek geführt. 

## Geschichte
Das Volkacher Siechenhaus wird im sogenannten Volkacher Salbuch, einem spätmittelalterlichen Stadtbuch mit farbigen Federzeichnungen, erstmals urkundlich genannt. Das gleiche Werk verweist außerdem auf eine Dotationsurkunde, die auf das Jahr 1462 datiert. Der Autor des Salbuchs, der Volkacher Stadtschreiber Niklas Brobst von Effelt, beschreibt das Haus mit folgenden Worten: „ein siechhawse davor ein Keppele und ein Stock da man das almusen lecht [...] vnnd umb das hawse sol sein ein gertle vnnd ein höffle vnd im höffle ein galtbrun [...] vnd dar nebenn ein roßstall bei dem hawse.“ In der beigelegten Urkunde von 1462, das die Verschreibung eines Ewiggeldes für die Siechen sicherstellt, wird die Lage des Hauses vor der Stadt konkretisiert.
Der weitere Verbleib des Gebäudeensembles ist unklar, weil insbesondere die Kapelle in späteren Zeiten nicht mehr nachweisbar ist. Eventuell war das sogenannte St.-Nikolaus-Benefizium in der Stadt für die Versorgung des Kaplans der Siechenhauskapelle eingeführt worden. Die Siechenhäuser waren für die steigende Zahl von Leprakranken im Spätmittelalter eingerichtet worden, verloren aber oftmals bereits im 16. Jahrhundert ihre Bedeutung. Ein Eidbuch der Stadt aus dem 16. Jahrhundert führt statt eines Siechenmeisters nun ganz allgemein den Almosenpfleger auf. Allerdings ist noch 1528 ein Holzdeputat an das Siechhaus der Stadt Volkach nachgewiesen. Dieses wurde gleichzeitig mit dem Seelhaus bei der Michaelskapelle erwähnt.
Nachdem es kaum noch Leprakranke in Volkach gab, ermöglichte der Stadtrat mit einem Beschluss aus dem Jahr 1554 auch anderen Erkrankten, sich in das Siechenhaus am Stadtrand einzukaufen. Mit der im Jahr 1607 erfolgten Einrichtung des unter dem Namen Juliusspital firmierenden Hauses in der Stadt, differenzierte sich die Armen- und Krankenfürsorge in der Stadt weiter aus. War das Juliusspital bereits dem Namen nach eng mit der Herrschaft des Würzburger Fürstbischofs Julius Echter von Mespelbrunn verbunden, wurde das Siechhaus zusammen mit dem ebenfalls in der Oberen Vorstadt gelegenen Seelhaus vom Rat der Stadt weitergeführt. Im Siechhaus sollten weiterhin vor allem Menschen mit ansteckenden Krankheiten aufgenommen werden. 1613 wurde das Wohngebäude des Siechhauses neu gebaut.
Die Erinnerung an ein Siechhaus war im 19. Jahrhundert weitgehend verschwunden. Im Bayerischen Urkataster wurde das weit vor der Stadt gelegene Haus allerdings verzeichnet. In der Hausnummer 21, die direkt neben dem ehemaligen Siechhaus lag, war um 1840 die städtische Wasenmeisterei untergebracht. Im Siechenhaus selbst war zu dieser Zeit wohl das städtische Armenhaus untergebracht. Diese Nutzung wurde noch in der ersten Hälfte des 20. Jahrhunderts weitergeführt. Eine für 1938 geplante Renovierung der Anlage wurde nicht umgesetzt. Stattdessen wurden hier Angehörige von durch die NS-Behörden Verhafteten untergebracht. 1941 wurde das Anwesen an die Konservenfabrik J. Braun KG verkauft. 1967 wurde in den Räumlichkeiten eine Beat-Tanzbar eingerichtet. Noch heute wird das Haus als Diskothek genutzt.

## Beschreibung
Das ehemalige Armen- und Siechenhaus der Stadt Volkach wurde vom Bayerischen Landesamt für Denkmalpflege als Baudenkmal eingeordnet. Es präsentiert sich heute als eingeschossiger Satteldachbau, dessen Traufseite zur Sommeracher Straße hin steht. Der Bau geht auf den Umbau vom Anfang des 17. Jahrhunderts zurück. Im Kern ist er allerdings älter. Um 1900 wurden der Nordgiebel und das Dachtragwerk erneuert. Im Zuge des Umbaus zu einem Tanzlokal in den 1960er Jahren wurden weitere Umbauten vorgenommen. Unter anderem erhielt das Haus eine Toilettenanlage. Ein noch im 19. Jahrhundert erwähntes Wappen, das auf die öffentliche Funktion des Gebäudes verwies, ist heute nicht mehr auffindbar.